# لويس باكارد
لويس باكارد (بالإنجليزية: Lewis R. Packard)‏ هو عالم لغوي كلاسيكي وأستاذ جامعي أمريكي، ولد في 22 أغسطس 1836 في فيلادلفيا في الولايات المتحدة، وتوفي في 26 أكتوبر 1884 في نيو هيفن في الولايات المتحدة بسبب سل.